# スペイン・モロッコ戦争

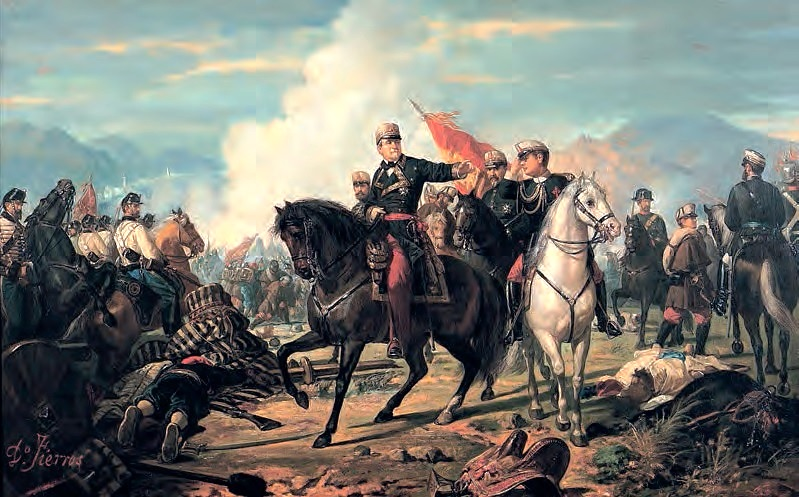
ディオニシオ・フィエロス・アルバレス(:es:Dionisio Fierros Álvarez)によるテトゥアンの戦い、油絵、1894年

スペイン・モロッコ戦争、スペインではアフリカ戦争(スペイン語: La Guerra de África)と知られている。1859年から1860年にかけて起こった戦争である。 北アフリカのスペイン領の都市セウタの境界上で始まり、モロッコ北部で戦われた。
1860年1月、カスティジェホスの戦い、テトゥアンの戦い。3月、ワドゥ・ラスの戦い。
モロッコは停戦を申し入れ、4月26日にワドゥ・ラス条約を結んだ。

## 戦争の実態
スペイン軍の死傷者は1万人を出したが、多くはコレラが原因であった。また、テトゥアンの陥落とそれに伴う略奪はモロッコ内での部族対立が主因であった。